# Marcello Dantas
Marcello Dantas (Rio de Janeiro, 1968), é um diretor artístico e curador brasileiro.

## Carreira
Estudou direito em Brasilia, história da Arte em Florença e graduou-se em Filme e Televisão na New York University com pós graduação em telecomunicação interativa pela mesma instituição. 
Atua como curador e produtor em diversos projetos relacionados a Arte e Tecnologia, no Brasil e internacionalmente.
Como curador foi responsável por exposições como as de Bill Viola, Gary Hill, Jenny Holzer, Shirin Neshat, Tunga, Laura Vinci e Ai Weiwei.
Como produtor, elaborou exposições de como 50 Years of TV and More, Anos Luz (Light Years – 100 years of Cinema), CineCaverna (A Travel through Brazilian Pre-History), Resonâncias de Brasil, entre outras. Também foi diretor de óperas como Peter Greenaway and La Fura dels Baus.
No segmento audiovisual, dirigiu documentários expostos na Bienalle Internationale du Film Sur L'Art - Centre Georges Pompidou em Paris, FestRio, e International Film & TV Festival de Nova Iorque, SEGD (Society for Environmental Graphic Design), Clube de diretores de artes de Nova Iorque (Art Director’s Club of New York) e IDEA award.
Atuou como diretor artístico do Museu da Língua Portuguesa entre 2001 e 2006. Em  2006 inaugurou uma exposição sobre a vida do jogador de futebol Pelé, em Berlin durante a copa do mundo.
Em 2008 Dantas criou uma exposição sobre bossa-nova em São Paulo chamada Bossa na Oca com patrocínio do Banco Itaú.
No Brasil criou a produtora Magnetoscópio, focada em filmes e eventos culturais, especializada na convergência artística entre arte, história e tecnologia.
Em mais de 30 anos de carreira, realizou mais de 250 exposições, concebeu 15 museus e diversos documentários. Desenvolve em seus projetos uma gramática visual extremamente imersiva, onde são enfatizadas a sensorialidade e a percepção do espectador.